# どうしたら幼馴染の彼女になれますか!?
『どうしたら幼馴染の彼女になれますか!?』（どうしたらおさななじみのかのじょになれますか!?）は、矢坂しゅうによる日本の漫画作品。竹書房のウェブコミック配信サイト『ストーリアダッシュ』にて、2022年4月1日から2024年12月27日まで連載された。親友で幼なじみの相手に対し、恋愛対象として好意を抱く女子高生を描いた作品。
2022年10月、単行本第1巻の発売を記念したPVが公開されている。

## 登場人物
生駒未波（いこま みなみ）
本作の主人公。
牧田柚子（まきた ゆず）
未波の大親友。

## 書誌情報
- 矢坂しゅう『どうしたら幼馴染の彼女になれますか!?』竹書房〈バンブーコミックス〉、全5巻
  1. 2022年10月17日発売[1][4]、ISBN 978-4-8019-7869-0
  2. 2023年4月17日発売[3][5]、ISBN 978-4-8019-7975-8
  3. 2023年11月16日発売[6]、ISBN 978-4-8019-8201-7
  4. 2024年7月17日発売[7]、ISBN 978-4-8019-8352-6
  5. 2025年2月17日発売[8]、ISBN 978-4-8019-8564-3